# Wrocław 2004
Wrocław 2004 - album wideo pianistów Adama Makowicza i Leszka Możdżera. Wydawnictwo ukazało się na płycie DVD 9 grudnia 2005 roku nakładem wytwórni muzycznej EMI Music Poland. Nagrania zostały zarejestrowane podczas koncertu w Filharmonii Wrocławskiej im. Witolda Lutosławskiego w listopadzie 2004 roku.

## Lista utworów
1. Fryderyk Chopin - "Preludium d-moll op. 28 nr 24"
2. Fryderyk Chopin - "Mazurek g-moll op. 24 nr 1"
3. Fryderyk Chopin - "Mazurek D-dur op. 33 nr 2"
4. Fryderyk Chopin - "Preludium G-dur op. 28 nr 3"
5. Fryderyk Chopin - "Preludium A-dur op. 28 nr 7"
6. Fryderyk Chopin - "Preludium As-dur op. 28 nr 17"
7. Adam Makowicz - "Tatum On My Mind"
8. Leszek Możdżer - "Biali"
9. Richard Rodgers - "The Surrey With The Fringe On Top"
10. Leonard Bernstein - "Some Other Time"
11. George Gershwin - "Love Is Here To Stay"
12. Cole Porter - "Begin The Beguine"
13. Duke Ellington - "Don't Get Around Much Anymore"
14. Cole Porter - "Night And Day"
15. Duke Ellington/Juan Tizol - "Caravan"
16. Krzysztof Komeda - "Rosemary's Baby"